# Heterochrosis holophaea
Heterochrosis holophaea är en fjärilsart som beskrevs av George Francis Hampson 1926. Heterochrosis holophaea ingår i släktet Heterochrosis och familjen mott. Inga underarter finns listade i Catalogue of Life.